# Pomacentrus australis
Pomacentrus australis es una especie de peces de la familia Pomacentridae en el orden de los Perciformes.

## Morfología
Los machos pueden llegar alcanzar los 8 cm de longitud total.

## Hábitat
Es un pez de mar.

## Distribución geográfica
Se encuentra en la mitad sur de la Gran Barrera de Coral y Nueva Gales del Sur (Australia ).